# Yank (Automarke)
Yank (englisch für ‚Ruck‘) war eine US-amerikanische Automobilmarke, die nur 1950 von den Custom Auto Works in San Diego (Kalifornien) gebaut wurde.

## Fahrzeuge
Das einzige Modell Yank war ein zweitüriger Roadster mit zwei Sitzplätzen. Sein Radstand betrug 2540 mm. Angetrieben wurde das Fahrzeug von einem Vierzylinder-Reihenmotor von Willys mit einem Hubraum von 2199 cm³. Bei 4000 min−1 leistete der seitengesteuerte Motor 63 bhp (46 kW).
Das 680 kg schwere Fahrzeug sollte ein Sportwagen für weniger betuchte Amerikaner sein und kostete nur 1000 US-Dollar. Der Erfolg blieb dem Yank aber versagt.

## Quelle
- John Gunnell: Standard Catalog of American Cars 1946–1975. Krause Publications, Inc. Iola, Wisconsin (2002). ISBN 0-87349-461-X